# Ушишир (вулкан)
Ушишир (Ушиширу, Усисиру, Усасир, Янкича, Рипонкича) е активен стратовулкан на едноименната островна група, част от Централните Курилски острови. Административно попада в Северо-Курилски градски окръг, Сахалинска област на Русия.
Името на вулкана произхожда от айнски език. Уши (ушиоро) означава залив, а шири (сири) – земя. Днес вулканът е ненаселен, но калдерата с фумаролите и изворите са били свещено място за народа на айну през 18 и 19 век.

## Описание
Вулканът е част от по-древна вулканично-тектонична структура, в която влиза едноименната островна група. Тя се състои от двата сравнително големи острови Янкича и Рипонкича и прилежащите към тях скали, издигащи се от морето. Южната му част, заедно с калдерата, се намира на остров Янкича, а част от северния му склон – на Рипонкича.
Калдерата е образувана преди около 9400 години, през средния холоцен. По-късно южната ѝ стена е унищожена и това е позволило тя да бъде запълнена от морската вода. Така се създава т.нар. Кратерен залив. Най-високият ръб на калдерата се издига на 401 м над морското равнище, а диаметърът ѝ е около 1,6 км. Диаметърът на залива е 1,2 км, средната му дълбочина е 30 м, а максималната – 63 м. Скалите на вулкана са съставени главно от андезит, базалт-андезит и дацит. В югоизточната част крайбрежните скални оголвания са изградени от светлосива пемза и пемзов пясък.
Част от Кратерния залив е заета от два млади андезитни лавови купола. Пясъчна плитчина съединява други два, по стари екструзивни купола, с югоизточната стена на калдерата. Още един е разположен пред входа към залива. Всички куполи са пресечени от серия дайки. Двата по-млади са изригнали след посещението на капитан Хенри Сноу през 1769 г. и са образували островите в залива на калдерата. След формирането на двата млади купола, са наблюдавани само слаби изригвания.

## Кратерен залив
Геохимията на морската вода в калдерата е силно променена от енергичната подводна хидротермална дейност. В калдерата, под морската вода, се намират пукнатини, изпускащи газови емисии. Основните термални изходи са съсредоточени на площ от 150х100 м в югоизточната част на Кратерния залив. Максимални промени в химичните и биологични характеристики се наблюдават в повърхностния воден слой на дълбочина от 0 до 5 м. Този слой има по-висока температура, насища се с вулканогенен въглероден диоксид, пренаситен е с кислород и съдържа хлорофил с висока концентрация. Във водата, до 15 м дълбочина, се открива водороден сулфид (H2S), концентриран около пукнатините.
Планктонът в повърхностния слой, до 5 м дълбочина, се характеризира с високи нива на производство и бързо усвояване на органичните вещества. Наблюдава се ежедневна вертикална миграция на ресничестите Myrionecta rubra, което предизвиква „червени вълни“.

## Активност
Известни изригвани на вулкана са станали през 7450 ± 50 г. пр.н.е. с ВЕИ = 4 и две с ВЕИ = 1 – след 1769 и слабо фреатично изригване (с кратки взривове) през юли 1884 г.
През есента на 1988 г. наблюденията показват солфатарна активност, изхвърляне на емисии от газове под налягане и сяра. Температурата на газовете е 100 – 104 °С. Днес по бреговата линия в южната част на калдерата се наблюдават две групи от силно активни фумароли и горещи извори с температура под точката на кипене. Около активните отвори с температура до 40 °С се натрупва силициев диоксид и самородна сяра. Отделни термални източници и пукнатини, изхвърлящи горещи газове, се намират в литоралната част на залива.